# 凌宪扬

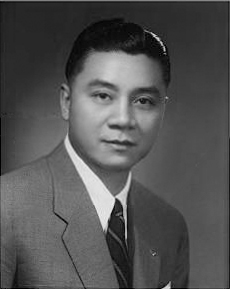

凌宪扬（Henry Hsien-yang. Lin，1905年—1958年9月），广东省宝安县（今深圳市龍崗區）人，中华民国官员，1946年至1949年担任沪江大学最后一任校长。

## 生平
凌宪扬之父凌善永1879年生于宝安县布吉的一个基督教家庭，为崇真会凌启莲牧師之第六子（中国著名农林学家、崇基學院第二任院長凌道扬是宪扬的堂兄），早年到夏威夷谋生，1902年到德国占领下的青岛经商。凌宪扬1905年生于青岛，1924年考入上海沪江大学商科，1927年毕业并获得文学学士学位。在沪江大学学习期间，他曾是沪江大学篮球队队长、沪江大学团契负责人。1927年，由沪江大学校长魏馥南和基督教青年会推荐，赴美国留学。其间，在等待启程赴美国留学时，他在沪江大学附属中学担任体育教员一年。凌宪扬还于1927年入选中国国家篮球队，准备参加第八届远东运动会，但因赴美国留学而不得不退出。在美国，他进入南加州大学学习航空管理，1929年获得南加州大学工商硕士学位，随即进入美国西方航空公司工作（一说进入波音公司进修一年）。1930年，任中国航空公司驻美国特别代表，（一说1930年回中国进入中国航空公司，升至高级业务专员）。1931年至1932年，兼任沪江大学工商管理系讲师。1932年淞沪抗战期间，兼任十九路军驻美国代表。
在担任十九路军驻美国代表期间，凌宪扬向美国社会各界尤其是美国华侨社团发表了许多抗日演讲，呼吁华侨捐款支援淞沪抗战。根据不完全统计，淞沪抗战期间，华侨捐款达700余万元，其中美国华侨捐洋500万元，美国华侨还购买了1.5万顶钢盔寄南京国民政府转交十九路军。蒋光鼐、蔡廷锴、戴戟三位将军在《十九路军淞沪抗战回忆》一文中说：“海内外人民知道十九军在上海发动抗战后，有的写信，有的打电报，有的寄钱，也有的寄衣物食品慰劳我们。人民群众对我军的热情支援，鼓舞和激励前线官兵舍身抗敌的决心和勇气，这是我军之所以能以少胜多、以劣势装备抵御全副现代化军队的关键所在。”
淞沪抗战期间，凌宪扬收到了十九路军军部寄来的一批抗日纪念章，乃将这些纪念章转交华侨留作纪念。堪萨斯城华侨接到凌宪扬转交的8枚纪念章及蒋光鼐、蔡廷锴、戴戟合影照片后，议决将其中一枚纪念章及照片赠给该埠捐款最多的杨菊坡医生，其余纪念章以每枚10美元为起价进行拍卖，拍卖所得连同其他捐款一同汇到上海。旧金山大中华戏院班主及演员，以及芝加哥女舞蹈明星刘科伦，在淞沪抗战爆发后发起了义演筹饷，将所得款项汇给十九路军，凌宪扬代表十九路军军部亲自颁赠抗日纪念章数枚。黄兴之女黄澄华时居哥伦比亚，出售首饰，得款全部捐给抗日将士。纽约中国学生联合会主席胡惟德等人也在留学美国的中国学生中发起了抗日募捐。
在蒋介石“攘外必先安内”政策及国际联盟的干涉下，中日双方于5月5日签订了《淞沪停战协定》，上海由此成为“不设防、不驻军、不抵制日货”的“自由市”，“违令”抗日的十九路军则被调离南京、上海。凌宪扬受到中央银行总裁孔祥熙赏识，于1932年4月（一说1934年）被召回国后，出任中央银行秘书处秘书，随孔祥熙赴欧美考察实业。鉴于淞沪抗战中国方面制空权之薄弱，考察团同德国、意大利接洽购入了飞霞式轰炸机等军用物资。上海准备在虬江口兴建虬江码头，由凌宪扬负责筹备。

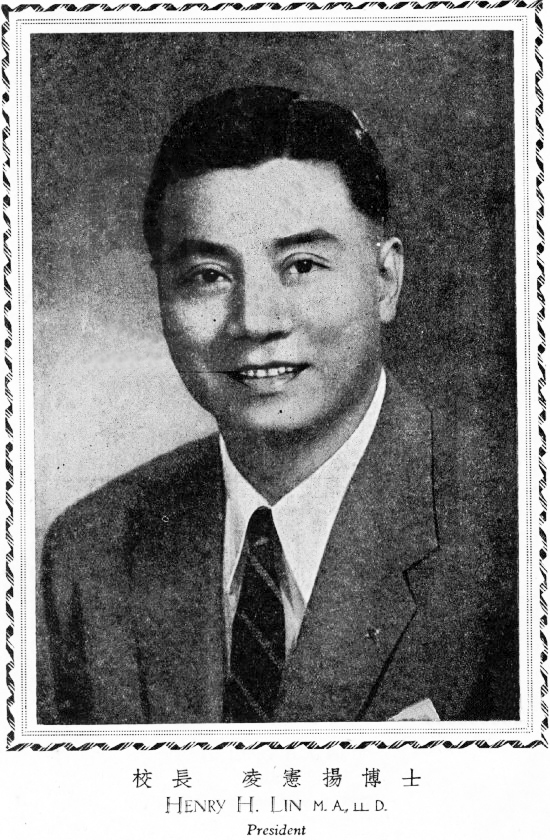

1935年秋，他曾经应邀在上海卡尔登大剧院演出的英语京剧《王宝钏》中饰演薛平贵，唐瑛饰演王宝钏，方伯奋饰演王允；这是中国首次上演英语京剧。
1936年，凌宪扬作为赴德国谈判的秘密使团成员之一，代表中国政府与德国国防部长等人就中国同德国的易货贸易、信用贷款、工业合作等方面开展谈判，并于同年签订了《德国军火与中国军矿易货协定》等文件。随后，凌宪扬留在德国负责协定的具体实施。依照《合同》，中国方面从1936年至1938年从德国进口了大量先进武器，为抗日战争初期中国方面的抵抗发挥了重要作用。
1935年10月（一说太平洋战争爆发之后），凌宪扬出任中央信托局购料处副经理。1941年，中央信托局成立“印刷钞券事务处”（随即改称“印制处”）；该处接收了中华民国财政部重庆印刷局，改称“重庆印刷厂”。1941年2月1日，中央信托局重庆印刷厂正式成立，专门负责印刷钞票。凌宪扬任中央信托局印制处经理，糜文溶任中央信托局印制处襄理兼重庆印刷厂厂长，冯亦代任重庆印刷厂副厂长。此外，凌宪扬还兼任《星报》社长。
1945年3月1日，中央信托局重庆印刷厂改名“中央印制厂重庆厂”。1945年9月4日，中央印制厂由凌宪扬率队自重庆来到上海，接管汪精卫政权中央储备银行上海印刷所，更名为“中央印制厂上海厂”，凌宪扬担任厂长。随后，重庆印刷厂的大部分设备及技术管理人员，以及一部分生产人员迁到上海。1946年5月，重庆印刷厂停产，未迁上海的人员被就地遣散。 

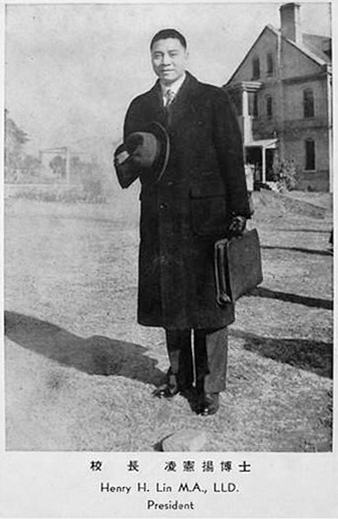

1943年春，西迁到大后方的沪江大学和东吴大学校友在重庆合办“东吴大学沪江大学联合法商学院”，凌宪扬出任该校的商学院院长，一直任至1945年。抗日战争结束后，凌宪扬于1946年初辞职离开中央印制厂上海厂，出任沪江大学校长，促成沪江大学复员及重建。1949年初，国共双方进行北平和谈，李宗仁邀请凌宪扬为国民政府代表，遭凌宪扬拒绝。
1949年3月，国军全线溃败，中华民国财政部要凌宪扬撤往台湾，任设在台湾的财政部货币发行处处长。凌宪扬征询宋庆龄的意见，最后选择留下。凌宪扬在致朋友的信中说，“只要我对学校还有用，我就会坚守岗位。”他还对学生说，“如果我不能做校长，那我还能做一个教师。”
1949年5月，中国人民解放军攻占上海。不久，凌宪扬受到校内“革命群众”的压力，被迫辞职，沪江大学改由校务委员会负责管理，凌宪扬遂成为沪江大学最后一任校长。1951年4月，在镇压反革命运动中，有人举报凌宪扬是国民党印钞厂厂长，凌宪扬乃被捕入狱。1957年初，凌宪扬获得释放，宣布不予追究刑事责任。但是同年9月再度被捕，判处有期徒刑十年，囚禁于安徽白茅岭劳改农场。 
1958年9月，凌宪扬在囚禁中病逝，享年53岁（一说1960年在苏州病逝，享年55岁，误）。
1979年，凌宪扬的遗孀凌杨蔼芳提出申诉，要求复查此案。据说，宋庆龄也曾证明曾经有过与凌宪扬关于去留问题的谈话。1981年1月，上海市高级人民法院推翻了对凌宪扬的有期徒刑十年的判决，维持了原先的不予追究刑事责任的判决。